# Cardamine lojanensis
Cardamine lojanensis är en korsblommig växtart som beskrevs av Al-shehbaz. Cardamine lojanensis ingår i släktet bräsmor, och familjen korsblommiga växter. IUCN kategoriserar arten globalt som sårbar. Inga underarter finns listade i Catalogue of Life.